# Grevillea acrobotrya
Grevillea acrobotrya är en tvåhjärtbladig växtart som beskrevs av Meissn.. Grevillea acrobotrya ingår i släktet Grevillea och familjen Proteaceae. Inga underarter finns listade i Catalogue of Life.